# Los Pinos del Limonar
Los Pinos del Limonar es un barrio perteneciente al distrito Este de la ciudad andaluza de Málaga, España. Según la delimitación oficial del ayuntamiento, limita al norte con el sector de Colinas del Limonar y el barrio de Sierra Blanquilla; al este, con el barrio de El Mayorazgo; al sur, con los barrios de Las Palmeras y La Vaguada; y al oeste, con el barrio de La Manía y el Monte Victoria.
El Limonar comenzó a tomar forma a finales del siglo XIX, cuando empezaron a surgir lujosas villas residenciales, como Villa Suecia. Actualmente ya cuenta con urbanizaciones, residencias particulares, negocios como restaurantes, alimentación y otras tiendas, peluquería, e incluso cuenta con residencias para ancianos, clubs, colegios…

## Transporte
En autobús está conectado mediante las siguientes líneas de la EMT: 
| Línea | Trayecto                                  | Recorrido | Frecuencia    |
| ----- | ----------------------------------------- | --------- | ------------- |
| 32    | Alameda Principal - El Limonar            | Recorrido | 16-18 minutos |
| 37    | Alameda Principal - Altamira/Monte Dorado | Recorrido | 25-30 minutos |